# Plutonia (novela)
Plutonia (en ruso: Плутония) es uno de los primeros relatos de ciencia ficción obra del geólogo y académico ruso Vladímir Óbruchev. Fue escrito en 1915 en Járkov, siendo publicado el original ruso por primera vez en 1924.

## Argumento
El título Plutonia hace referencia al desarrollo de la novela en una tierra perdida, un mundo subterráneo con su propio sol llamado Plutón, por el dios romano del inframundo. El terreno está marcado por características geográficas singulares y habitado por animales monstruosos y personas primitivas. Estos son esencialmente animales y plantas de periodos geológicos arcaicos en su entorno natural. Cuando la aventura progresa hacia zonas cada vez más profundas, los protagonistas encuentran más y más formas de vida antigua, como dinosaurios y otras especies jurásicas.

## Trasfondo
Los pasajes descriptivos son muy detallados gracias a los amplios conocimientos de Obruchev sobre geología y paleontología.

## Traducciones
Además de en inglés, la novela ha sido publicada en numerosas lenguas extranjeras: español (1953), finlandés (1954), ucraniano (1955), francés (1955), húngaro (1956), rumano (1956), letón (1957), portugués (1960), y polaco (1966).

## Lecturas relacionadas
- Patricio Barros y Antonio Bravo (2001). «Plutonia». Libros Maravillosos. Consultado el 30 de abril de 2017.

(Texto completo de la obra traducido al español)
- Oriol Ribas. «PLUTONIA (1924) – Vladimir A. Obruchev». El Biblionauta.com. Consultado el 30 de abril de 2017.